# دهستان حومه (گناباد)
دهستان حومه نام دهستانی در بخش مرکزی شهرستان گناباد، استان خراسان رضوی در ایران است. براساس سرشماری مرکز آمار ایران در سال ۱۳۸۵، جمعیت آن ۱۶۷۰۱ نفر (۴۷۳۲ خانوار) بوده‌است.